# 안드레스 과르다도
호세 안드레스 과르다도 에르난데스(스페인어: José Andrés Guardado Hernández, 1986년 9월 28일 ~ )는 멕시코의 전 축구 선수로, 현역 시절 포지션은 윙어와 왼쪽 윙백이었다.
스페인어로 작은 왕자라는 뜻인 '프린시피토'라는 별명을 가지고 있는 그는 아틀라스 유소년 출신이며, 2007년 스페인의 데포르티보로 이적하여 유럽 무대에서 활약하였다.
멕시코 국가대표로 2005년 데뷔하였고, 다섯 차례의 월드컵과 골드컵, 그리고 2007년 코파 아메리카에 출전하였다.

## 클럽 경력

### 아틀라스
멕시코의 과달라하라에서 출생한 과르다도는 클럽 아틀라스에 입단하였으며, 고작 일곱 살의 나이에 유소년 선수단에 합류하였다. 그리고 2005년 8월 파추카와의 경기에서 리그 데뷔전을 치렀다.
2006년 여름, 과르다도는 몇몇 세리에 A 팀들과 레알 마드리드의 관심을 샀으나, 데포르티보 라코루냐가 700만 유로에 재빨리 75퍼센트에 달하는 그의 소유권을 획득하였다. 2007년 7월 7일 그는 데포르티보로 완전 이적하였고, 멕시코 선수 역사상 가장 비싼 선수로 기록되었다.

### 데포르티보 라코루냐
2007년 7월 24일, 그의 영입이 공식 발표되었고, 등번호 18번을 받았다. 8월 26일 그는 알메리아를 상대로 홈에서 프리메라리가 데뷔전을 치렀으나 0-3으로 패배하였다. 첫 시즌에 그는 총 26경기에 출전하였고, 데포르티보는 9위로 리그를 마쳤다. 이에 따라 데포르티보는 UEFA 인터토토컵에 출전하였고, 페예노르트를 3-0으로 가볍게 꺾었다. 미겔 앙헬 로티나 감독은 과르다도를 데포르티보의 핵심 선수로 꼽핬고, 그의 재능을 칭찬하였다. 그는 데포르티보의 굳건한 주전으로 자리를 잡았고, 지속적인 도움과 위협적인 세트 피스 상황을 만들어내었다. 그러나 계속적인 잔부상이 그를 괴롭혔다.
2010-11 시즌에 과르다도는 단지 20경기 출전에 그쳤고, 데포르티보는 20년 만에 처음으로 세군다 디비시온으로 강등을 당하였다. 2012년 3월 27일, 과르다도는 2부 리그에서 보내는 이번 시즌이 데포르티보에서의 마지막 시즌이 될 것이라고 밝혔다. 2부 리그에서 그는 11골을 기록하였다.

### 발렌시아
2012년 5월 28일, 발렌시아가 과르다도의 영입을 공식 발표하였다.

### 바이에른 레버쿠젠
2014년 겨울 이적시장에서 레버쿠젠으로 임대이적했다.

### PSV 에인트호번
임대가 끝나고 발렌시아로 복귀한 과르다도는 2014년 여름 이적시장에서 PSV 에인트호번으로 1시즌 임대이적했다.
그리고 2015년 겨울 이적시장에서 PSV 에인트호번은 250~300만 유로를 지불하여 과르다도를 완전영입했다.

### 레알 베티스
2017년 7월 7일 레알 베티스와 3년 계약을 체결하며 이적 했다.

## 국가대표 경력
과르다도는 2005년 12월 14일 헝가리와의 친선 경기에서 국가대표 데뷔전을 치렀다. 프로팀 데뷔 무대를 밟은 지 단 4개월 후의 일이었다. 이후 2006년 FIFA 월드컵 명단에 포함되었고, 아르헨티나와의 16강 전에서 모습을 드러내었다.
우고 산체스가 새로운 멕시코의 감독으로 부임한 후 과르다도의 첫 경기는 미국과의 경기였다. 그는 벤치에서 시작하였고, 교체 투입되었지만 0-2로 패배하였다. 2007년 2월 28일, 베네수엘라와의 경기에서 그는 데뷔 골을 터뜨렸다.
미국과 맞붙은 2007년 CONCACAF 골드컵 결승전에서 과르다도는 선제골을 터뜨렸다. 후반전에 그는 미국 수비수 조너선 스펙터와 볼 경합을 하던 도중 머리를 부딪혔다. 그는 남은 경기를 계속 뛰었으나, 결국 1-2로 패배하였다. 코파 아메리카에서는 우루과이와의 3-4위전 경기에서 팀의 세 번째 골을 터뜨렸다.
2010년 FIFA 월드컵에서 과르다도는 남아공과의 개막전에서 라파엘 마르케스의 골을 도왔다. 그는 월드컵에서 총 세 경기 출전하였다.
2014년 FIFA 월드컵에서 과르다도는 조별리그 마지막경기 크로아티아전에서 하비에르 에르난데스의 도움을 받아 팀의 두번째골을 성공시켰다.
2015년 CONCACAF 골드컵에서 6골을 넣고 팀의 우승의 주역이 됐다.

## 기록

### 클럽
2017년 4월 9일 기준
| 클럽            | 시즌      | 리그 | 리그 | 리그 | 컵   | 컵 | 컵   | 대륙 | 대륙 | 대륙 | 기타 | 기타 | 기타 | 합계 | 합계 | 합계 |
| 클럽            | 시즌      | 출장 | 골   | 도움 | 출장 | 골 | 도움 | 출장 | 골   | 도움 | 출장 | 골   | 도움 | 출장 | 골   | 도움 |
| --------------- | --------- | ---- | ---- | ---- | ---- | -- | ---- | ---- | ---- | ---- | ---- | ---- | ---- | ---- | ---- | ---- |
| 아틀라스        | 2005–06   | 26   | 1    | 2    | —    | —  | —    | —    | —    | —    | —    | —    | —    | 26   | 1    | 2    |
| 아틀라스        | 2006–07   | 38   | 5    | 5    | —    | —  | —    | —    | —    | —    | —    | —    | —    | 38   | 5    | 5    |
|                 | 합계      | 64   | 6    | 7    | —    | —  | —    | —    | —    | —    | —    | —    | —    | 64   | 6    | 7    |
| 데포르티보      | 2007–08   | 26   | 5    | 5    | 1    | 0  | 0    | —    | —    | —    | —    | —    | —    | 27   | 5    | 5    |
| 데포르티보      | 2008–09   | 29   | 2    | 8    | 1    | 0  | 0    | 6    | 1    | 2    | —    | —    | —    | 36   | 3    | 10   |
| 데포르티보      | 2009–10   | 26   | 3    | 5    | 1    | 1  | 0    | —    | —    | —    | —    | —    | —    | 27   | 4    | 5    |
| 데포르티보      | 2010–11   | 20   | 2    | 2    | —    | —  | —    | —    | —    | —    | —    | —    | —    | 20   | 2    | 2    |
| 데포르티보      | 2011–12   | 33   | 11   | 12   | —    | —  | —    | —    | —    | —    | —    | —    | —    | 33   | 11   | 12   |
|                 | 합계      | 134  | 23   | 32   | 3    | 1  | 0    | 6    | 1    | 2    | —    | —    | —    | 143  | 25   | 34   |
| 발렌시아        | 2012–13   | 32   | 1    | 3    | 5    | 0  | 1    | 7    | 0    | 2    | —    | —    | —    | 44   | 1    | 6    |
| 발렌시아        | 2013–14   | 16   | 0    | 2    | 0    | 0  | 0    | 0    | 0    | 0    | —    | —    | —    | 16   | 0    | 2    |
|                 | 합계      | 48   | 1    | 5    | 5    | 0  | 1    | 7    | 0    | 2    | —    | —    | —    | 60   | 1    | 8    |
| 바이어 레버쿠젠 | 2013–14   | 4    | 0    | 0    | 1    | 0  | 0    | 2    | 0    | 0    | —    | —    | —    | 7    | 0    | 0    |
|                 | 합계      | 4    | 0    | 0    | 1    | 0  | 0    | 2    | 0    | 0    | —    | —    | —    | 7    | 0    | 0    |
| PSV             | 2014–15   | 28   | 1    | 0    | 1    | 0  | 0    | 6    | 0    | 0    | —    | —    | —    | 35   | 1    | 0    |
| PSV             | 2015–16   | 25   | 1    | 9    | 1    | 0  | 0    | 7    | 0    | 1    | 1    | 0    | 0    | 34   | 1    | 10   |
| PSV             | 2016–17   | 23   | 2    | 9    | 1    | 0  | 0    | 4    | 0    | 0    | 1    | 0    | 0    | 37   | 3    | 9    |
|                 | 합계      | 76   | 4    | 18   | 3    | 0  | 0    | 17   | 0    | 1    | 2    | 0    | 0    | 98   | 4    | 19   |
| 경력 합계       | 경력 합계 | 326  | 34   | 62   | 12   | 1  | 1    | 32   | 1    | 5    | 2    | 0    | 0    | 372  | 36   | 68   |

## 수상 경력

### 클럽

#### 데포르티보
- UEFA 인터토토컵: 2008
- 세군다 디비시온: 2011-12

### 국가대표
- CONCACAF 골드컵: 2011

## 같이 보기
- A매치 100경기 이상 출전한 축구 선수 명단